# Манне, Аласана
Аласана Манне (англ. Alasana Manneh; род. 8 апреля 1998, Банжул) — гамбийский футболист, защитник клуба «Оденсе» и сборной Гамбии.

## Клубная карьера
Манне — воспитанник катарской футбольной академии «Эспайр». В 2016 году Аласана попал в молодёжную систему испанской «Барселоны». В 2017 году он на правах аренды выступал за «Сабадель». В начале 2018 года Манне был арендован болгарским «Этыром». 17 февраля в матче против «Септември» он дебютировал в чемпионате Болгарии. 8 марта в поединке против софийского ЦСКА Аласана забил свой первый гол за «Этыр». 
Летом 2019 года Манне перешёл в польский «Гурник». 22 июля в матче против «Вислы» он дебютировал в польской Экстраклассе. 14 июля 2020 года в поединке против «Арка» Аласана забил свой первый гол за «Гурник».  
Летом 2022 года Манне подписал контракт с датским «Оденсе». подписав контракт на 3 года. 10 сентября в матче против «Копенгагена» он дебютировал в датской Суперлиге. 21 октября в поединке против «Люнгбю» Аласана забил свой первый гол за «Оденсе». 

## Международная карьера
30 мая 2016 года в товарищеском матче против сборной Замбии Манне дебютировал за сборную Гамбии. 